# Shiki Masaoka
Shiki Masaoka (jap. 正岡 子規 Masaoka Shiki; ur. 14 października 1867 w Matsuyamie, zm. 19 września 1902 w Tokio) – japoński pisarz, poeta, krytyk i dziennikarz. Pochodził z ubogiej rodziny samurajskiej.
Masaoka przyczynił się do odświeżenia poezji haiku. Jego zdaniem, dobre haiku powinno być „realistyczne” oraz wynikiem „kopiowania natury” (shasei). Zwrócił również uwagę na znaczenie prostoty (heitan).     
Znany był ze swojej krytyki Bashō Matsuo, którą ogłosił po 200. rocznicy śmierci tego poety. Stwierdził, że niewiele z jego dorobku zasługuje na uwagę ze względu na brak „wzniosłości” i „męskości”, a więc cech typowych dla Man’yōshū, zbioru poezji, który był natchnieniem dla Masaoki i innych poetów przełomu wieków, ceniących przede wszystkim Yosę Busona.
Założył dwie grupy poetyckie: Nihon-ha oraz Negishi Tanka-kai (Negishi Tanka Association). 
W 1897 r. założył, wspólnie z Kyokudō Yanagahirą (1867–1957), magazyn literacki Hototogisu (Kukułka), istniejący do dziś.